# Neuilly-la-Forêt
Neuilly-la-Forêt (wymowaⓘ) – miejscowość i dawna gmina we Francji, w regionie Normandia, w departamencie Calvados. W 2013 roku populacja gminy wynosiła 477 mieszkańców. Przez miejscowość przepływa rzeka Vire. 
1 stycznia 2017 roku połączono 5 wcześniejszych gmin: Castilly, Isigny-sur-Mer, Neuilly-la-Forêt, Les Oubeaux oraz Vouilly. Siedzibą gminy została miejscowość Isigny-sur-Mer, a nowa gmina przyjęła jej nazwę. 